# Hołyń
Hołyń – wieś w rejonie kałuskim obwodu iwanofrankiwskiego.  Miejscowość liczy 5300 mieszkańców. 
Znajduje tu się przystanek kolejowy Hołyń, położony na linii Stryj – Iwano-Frankiwsk (odcinek dawnej Galicyjskiej Kolei Transwersalnej).

## Historia
Pierwsza wzmianka o Hołyniu pochodzi z 1391 r. W II Rzeczypospolitej miejscowość była siedzibą gminy wiejskiej Hołyń w powiecie kałuskim województwa stanisławowskiego. W 1921 roku mieszkało tu 1604 Ukraińców, 153 Polaków i 127 Żydów.
W sierpniu 1942 roku Niemcy przesiedlili hołyńskich Żydów do Kałusza (gdzie później zostali eksterminowani). W kwietniu 1944 roku Ukraińcy dokonali napaści na polskie domy paląc je i zabijając 21-28 osób. Spalono także kaplicę (kościół filialny).
Od 1965 roku we wsi funkcjonuje kopalnia soli "Hołyń".

## W Hołyniu urodzili się
- Jan Nowak (ur. 1880) – polski geolog i paleontolog, specjalista w zakresie tektoniki, profesor.
- Stepan Stebelski – nauczyciel, członek Organizacji Ukraińskich Nacjonalistów (OUN) od 1934, major UPA.